# Усьякури
Усьякури (исп. Usiacurí) — город и муниципалитет на севере Колумбии, на территории департамента Атлантико.

## История
Поселение, из которого позднее вырос город, было основано 17 сентября 1534 года. Муниципалитет Усьякури был выделен в отдельную административную единицу в 1856 году.

## Географическое положение

Муниципалитет Усьякури

Город расположен в центральной части департамента, в пределах Прикарибской низменности, на расстоянии приблизительно 26 километров к юго-западу от города Барранкилья, административного центра департамента. Абсолютная высота — 118 метров над уровнем моря.
Муниципалитет Усьякури граничит на северо-западе с территорией муниципалитета Хуан-де-Акоста, на западе — с территорией муниципалитета Пьохо, на юге — с территорией муниципалитета Сабаналарга, на востоке и северо-востоке — с муниципалитетом Бараноа. Площадь муниципалитета составляет 103 км².

## Население
По данным Национального административного департамента статистики Колумбии, совокупная численность населения города и муниципалитета в 2015 году составляла 9392 человека.
Динамика численности населения муниципалитета по годам:
| 2005 | 2006 | 2007 | 2008 | 2009 | 2010 | 2011 | 2012 | 2013 | 2014 | 2015 |
| ---- | ---- | ---- | ---- | ---- | ---- | ---- | ---- | ---- | ---- | ---- |
| 8804 | 8868 | 8938 | 8995 | 9060 | 9122 | 9176 | 9238 | 9295 | 9334 | 9392 |

Согласно данным переписи 2005 года мужчины составляли 52 % от населения Усьякури, женщины — соответственно 48 %. В расовом отношении белые и метисы составляли 65,4 % от населения города; индейцы — 34,4 %; негры, мулаты и райсальцы — 0,2 %.
Уровень грамотности среди всего населения составлял 90,1 %.

## Экономика
Основу экономики Усьякури составляют сельское хозяйство и туризм.

75,7 % от общего числа городских и муниципальных предприятий составляют предприятия торговой сферы, 21,5 % — предприятия сферы обслуживания, 2,8 % — промышленные предприятия.